# Jorge Betancourt
Jorge Betancourt García (Matanzas, 13 febbraio 1982) è un tuffatore cubano, specializzato nel trampolino 3 metri.
Ha rappresentato Cuba ai Giochi olimpici estivi di Atene 2004, dove si è classificato ventunesimo nel trampolino 3 metri e quarto nel sincro 3 metri, e Pechino 2008, in cui ha concluso al diciannovesimo posto nel trampolino 3 metri. Ha vinto la medaglie d'argento ai Giochi panamericani di Santo Domingo 2003 e Rio de Janiero 2007 nel sincro 3 metri, in entrambi i casi in coppia con Erick Fornaris Álvarez.

## Palmarès
- Giochi panamericani

Santo Domingo 2003: argento nel sincro 3 metri;
Rio de Janiero 2007: argento nel sincro 3 metri;